# 巫家拳
巫家拳，湖南拳術，為中國武術流派之一，屬於南拳門派，也是少林寺拳法的分支。

## 源流
由清朝乾隆年間福建人巫必達創編傳出，巫必達本是福建南少林弟子，青年時期遠離家鄉，走南闖北，歷游山東、河南、河北、湖北等地，尋師學藝，深得武當內家拳法精髓。後於湖南湘潭定居，以教拳為生，因其功夫卓絕，人以其姓冠拳名，稱為巫家拳或南少林巫家拳。

## 介紹
巫家拳的技术包括桩法、步法、腿法、手法、肘法,其中以肘法为长,肘法有撞肘、搁肘、扁肘等六肘,六肘既是进攻之利器,也是防守之关键，腿法、多手法和肘法,活动范围小,运行路线多直线的发劲刚猛,落点刚脆的不同风格特色的拳术套路。
巫家拳傳承至目前，在湖南、湖北发展最好,湖南又以长株潭为首。长沙唐派以练习田字六肘和麒麟六肘为主,株洲李派以矮桩掐吊六肘为主,湘潭冯派以习练三叉六肘、掐吊六肘、探力心意拳为主。

## 套路
巫家拳善存的徒手套路有三叉六肘、麒麟六肘、田字六肘、掐吊六肘、探力心意拳等;器械套路有巫家单刀、七步连针棍、巫家四门板凳、武林劍等;功法有爪功和罗汉功、矮桩。

## 來源
1. ↑  .   [2022-12-21]. （原始内容存档于2022-12-21）.
2. 1 2  .   [2022-12-21]. （原始内容存档于2022-12-21）.